# Progressismo
Il progressismo è una filosofia politica che sostiene il mutamento della società attraverso l'attuazione di politiche riformiste e innovatrici, perseguendo il progresso in campo sociale, politico ed economico. È una filosofia tipica delle politiche di sinistra.
Reputando gli avanzamenti negli ambiti della scienza, della tecnologia, dello sviluppo economico e dell'organizzazione sociale vitali per il miglioramento della condizione umana, il progressismo divenne molto significativo in Europa nel XVIII e XIX secolo, durante i quali, sotto la spinta di movimenti culturali come l'illuminismo e il positivismo, cominciò a diffondersi la convinzione che il continente stesse dimostrando come le nazioni potessero progredire da condizioni incivili alla civiltà attraverso il rafforzamento delle basi della conoscenza empirica come fondamento della società. Figure cardinali dell'Illuminismo reputavano il progresso universalmente applicabile ad ogni contesto societario, e ritenevano che le idee a supporto dello stesso si sarebbero presto diffuse dall'Europa in tutto il globo.

## Definizioni
Nella storia politica il termine appare con la rivoluzione francese del 1789, portavoce delle politiche illuministe della borghesia francese.
Secondo la definizione di Tullio De Mauro, "un partito progressista sostiene la possibilità del progresso e dell'evoluzione della società, ed è fautore di riforme che facilitino tale processo, in ambito politico – istituzionale, sociale, economico e civile".
I progressisti, infatti mirano a modificare gli assetti politici, economici e sociali tramite riforme graduali, progressive; il minimo comune denominatore è rappresentato dall'illuminismo, dal positivismo, dall'evoluzionismo e da una visione razionale in ambito politico, sociale ed economico.
Si contrappone al conservatorismo della destra, che propugna una pratica politica conforme alla tradizione e ostile alle innovazioni, in particolare nell'ambito etico ed economico. Data questa contrapposizione, storicamente vengono definite progressiste molte forze politiche schierate a sinistra, anche se oggi vengono considerate progressiste anche quelle miranti ad una terza via (Third Way).
Negli anni il progressismo è diventato anche sinonimo di socialismo liberale e, seppur nato con origini diverse, riformismo. La tendenza è quella di unire il pensiero liberale e della proprietà privata, con le garanzie sociali offerte dal socialismo democratico. All'interno del liberalismo i progressisti sono rappresentati dal liberalismo sociale, favorevoli al libero mercato ma pure all'intervento pubblico, riforme in campo politico e sociale, così come all'interno del socialismo democratico esiste una corrente destra di socialismo liberale, incarnata da Tony Blair e Gerhard Schröder, che mira alla costruzione di un centro progressista.
I progressisti si differenziano tanto dai conservatori, legati allo status quo, come dai liberisti puri, e propugnano un'economia basata sul libero mercato ma con una forte azione sociale dello stato, volta a migliorare le condizioni di vita di aziende e persone, tramite una giusta redistribuzione della ricchezza. Tuttavia sarebbe giusto dire che i progressisti più che ai conservatori si oppongono ai retrogradi (reazionari); frequenti i casi di esponenti progressisti rispettosi della tradizione e di esponenti conservatori liberali portatori di progresso. Il progressismo si contrappone pure alle politiche comuniste, e in parte a quelle socialiste. Tuttavia vale la pena ricordare che nel corso della storia del '900 a seguito di processi politici, economici e scientifici in nome del progresso o di una nuova umanità, terminati con gravi conseguenze, si è preferito sostituire il termine progresso e progressista con termini quali modernizzazione, rinnovamento e innovazione.
Nel mondo i leader più autorevoli di questo movimento progressista sono stati John Fitzgerald Kennedy, Jimmy Carter, Tony Blair, Gerhard Schröder, Carlo Azeglio Ciampi, e vicini a queste posizioni oggi troviamo Barack Obama, Sonia Gandhi, Charles Kennedy, Jean Chrétien, José Luis Rodríguez Zapatero.

## Tipi

### Progressismo culturale
Il progressismo, in senso generale, significa principalmente progressismo sociale e culturale. Il termine liberalismo culturale è usato in un contesto sostanzialmente simile e può essere considerato sinonimo di progressismo culturale. A differenza dei progressisti in senso più ampio, alcuni progressisti culturali possono essere economicamente centristi, conservatori o politicamente libertari. Il Partito Pirata Ceco è classificato come un partito progressista (culturale o sociale) e si definisce "economicamente centrista e socialmente liberale".

### Progressismo economico
Il progressismo economico — anche Nuova Economia Progressista — è un termine usato per distinguerlo dal progressismo in campo culturale. I progressisti economici possono attingere a una varietà di tradizioni economiche, tra cui il capitalismo democratico, il socialismo democratico, la socialdemocrazia e il liberalismo sociale. Nel complesso, le opinioni dei progressisti economici sono radicate nel concetto di giustizia sociale e bene comune e mirano a migliorare la condizione umana attraverso la regolamentazione governativa, la protezione sociale e il mantenimento dei beni pubblici. Alcuni progressisti economici possono mostrare opinioni di centro-destra su questioni culturali. Questi movimenti sono legati ai movimenti conservatori comunitari come il cristianesimo democratico e il conservatorismo uninazionale. 

### Progressismo tecnologico
Una prima menzione del tecno-progressismo è apparsa nel 1999 come la rimozione di "tutti i limiti politici, culturali, biologici e psicologici all'autodeterminazione e all'autorealizzazione". Secondo il tecno-progressismo, gli aspetti scientifici e tecnici del progresso sono legati agli sviluppi etici e sociali nella società.